# PFM-1地雷

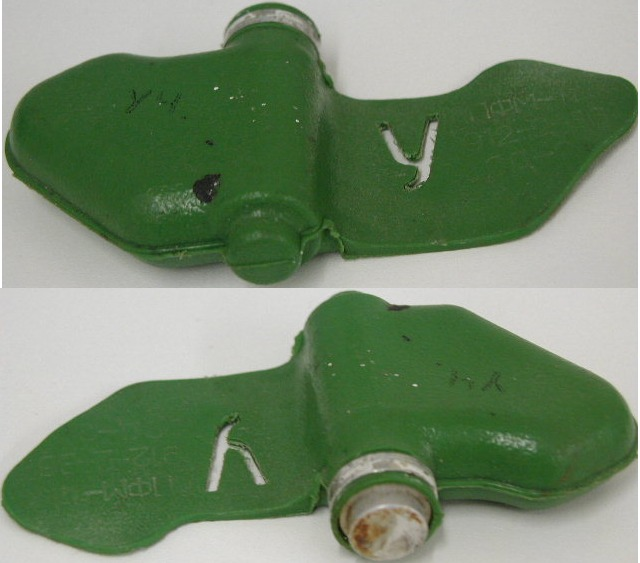
一种PFM-1训练地雷，通过西里尔字母У（учебный的缩写，uchebnyy，“训练”）与现场版本区别。

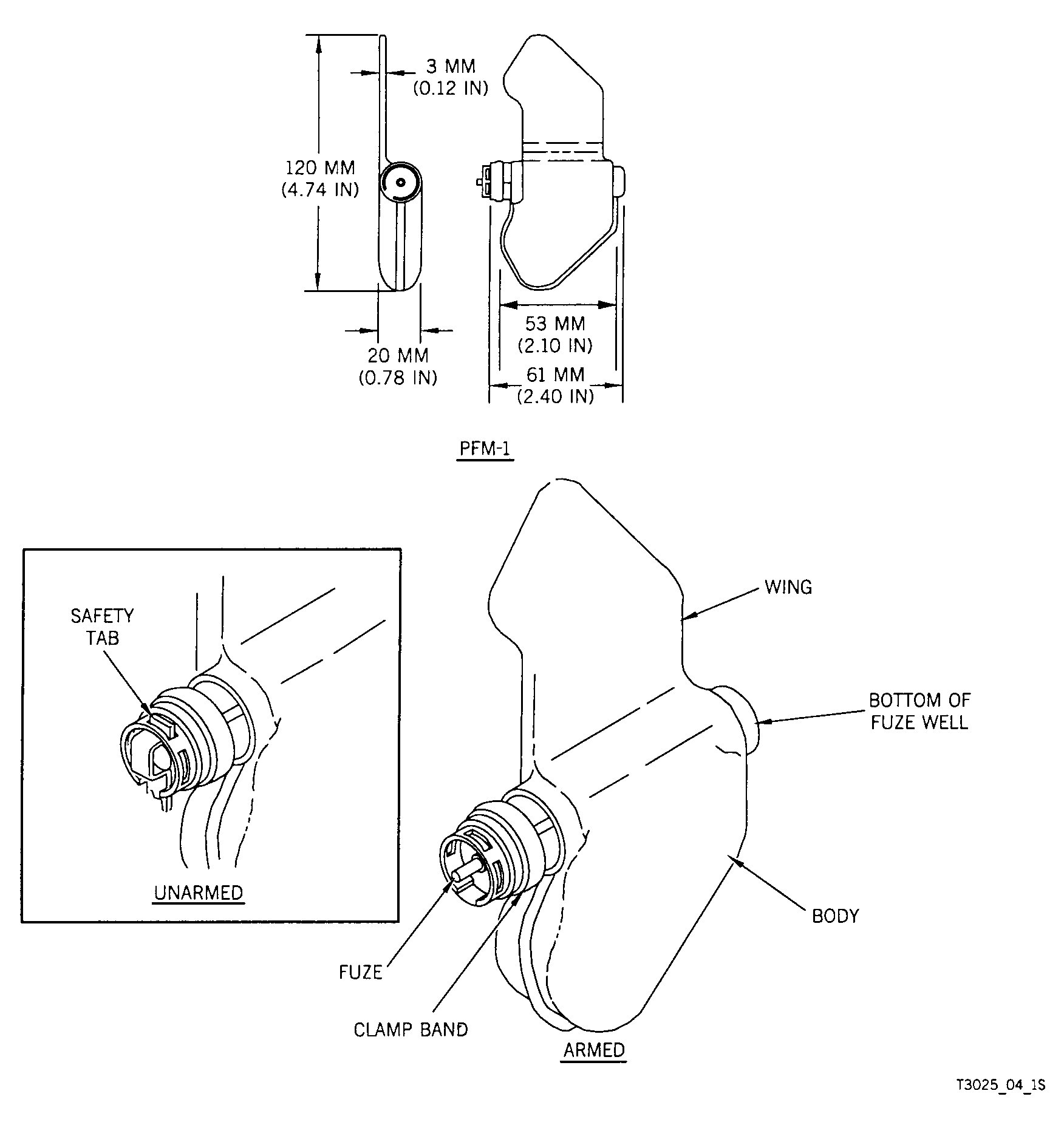
PFM-1原理图

PFM-1（直译：反步兵高爆地雷）是苏联和俄罗斯生产的反步兵地雷。它也被称为绿鹦鹉或蝴蝶雷。地雷可以从迫击炮、直升机和飞机上大量部署；它们滑行到地面时不会爆炸，在接触后会发生爆炸。

## 设计
该地雷由一个装有40克爆炸液体的聚乙烯塑料容器组成。PFM-1的两个机翼允许它在被释放到空中后滑翔，然后旋转以稳定它并减慢它的下降速度。厚翼包含液体炸药。两个机翼加起来有120毫米（约5英寸）长。塑料机身可以成型为多种颜色，以实现最佳伪装。由于现有库存是欧洲绿色，而不是沙色，因此1980年代阿富汗使用的第一个例子是绿色的，因此很容易看到。因此也被称为“绿鹦鹉”。
形状和鲜艳的色彩对孩子们很有吸引力，这激发了未经证实的西方媒体声称它们被故意设计成看起来像玩具的说法。苏联否认了这一点，虽然地雷确实危及儿童，但没有证据表明它们的设计目的是为了看起来很吸引人。
该地雷可以从迫击炮、直升机和飞机上部署。由于地雷很轻，它可以在水道中运输，并在大雨或融雪后向下游移动。

## 行动
地雷在儲存時有一個限制引爆柱塞的銷釘。觸發銷一解除，柱塞在弹簧的作用下慢慢向前移動，接觸到雷管便被觸發。
地雷的軟塑膠表面變形迫使導引柱塞撞擊雷管，引爆地雷。因为地雷的主體是單一的累積壓力爆器，所以處理地雷極其危險。帝國戰爭博物館指出“超過五公斤（原文如此）的壓力會觸發地雷”。用拇指和食指夾住它可能足以讓它爆炸。威力通常不足以致命，但足以致残。

## 军事用途

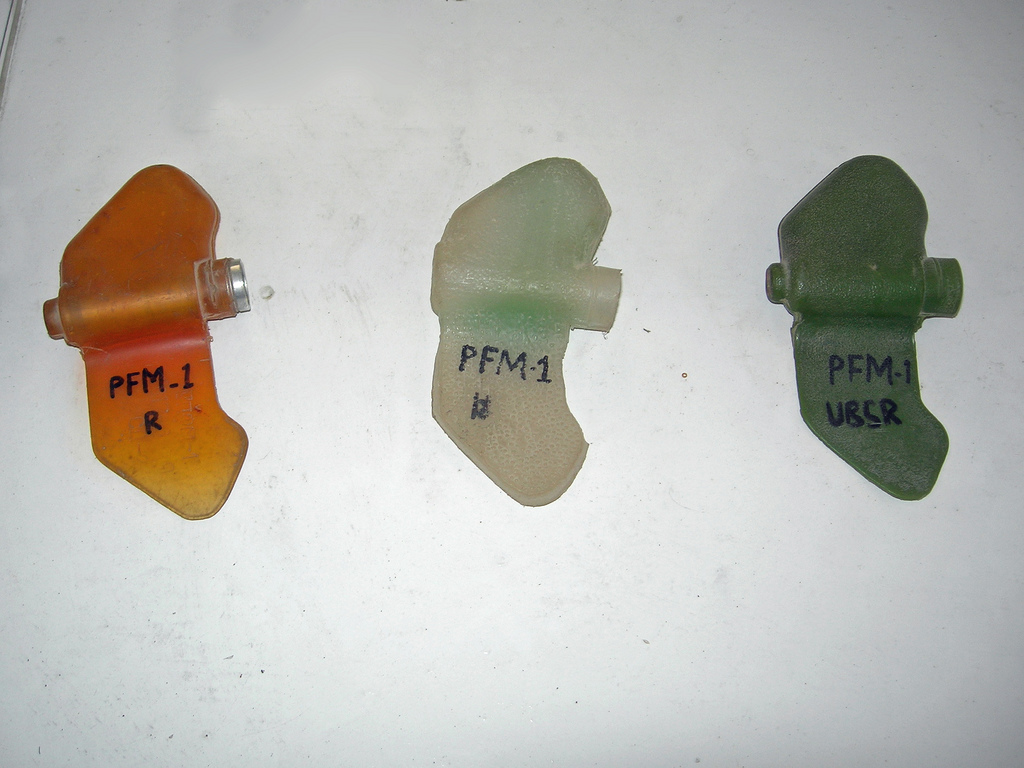
俄罗斯“蝴蝶”雷，OMAR地雷博物馆，2008

PFM-1在苏阿战争期间被使用，据称由于其形状和颜色被误认为是玩具，导致大量儿童伤亡。由于地雷是由塑料制成的，它的目的不是杀死而是致残。
2017年，白俄罗斯政府宣布已销毁其PFM-1地雷库存。
在2022年俄罗斯入侵乌克兰期间，俄國被認為在乌克兰使用这些地雷。

## 相似武器
PFM-1与越南战争期间美军在老挝的白冰屋行动中使用的BLU-43地雷非常相似。根据美国军方文件，苏联军方在对BLU-43进行逆向工程后制造了PFM-1。

## 规格
- 重量：75 g（2.6 oz）
- 填充物：37 g（1.3 oz）VS6-D或VS-60D液体炸药[9]
- 保险丝：MVDM/VGM-572
- 长度：120 mm（4.7英寸）
- 宽度：20 mm（0.79英寸）
- 高度：61 mm（2.4英寸）
- 工作压力：5至25（11至55磅）
- 保质期：10年[9]

## 參见
- 反步兵地雷
- 渥太华条约